# Gilera Racing
Gilera Racing è la divisione sportiva della Gilera.
Il team ha preso nel 2001 e nel 2002 la denominazione di Gilera Racing Team, dal 2003 il nome è Metis Gilera.

## Motomondiale

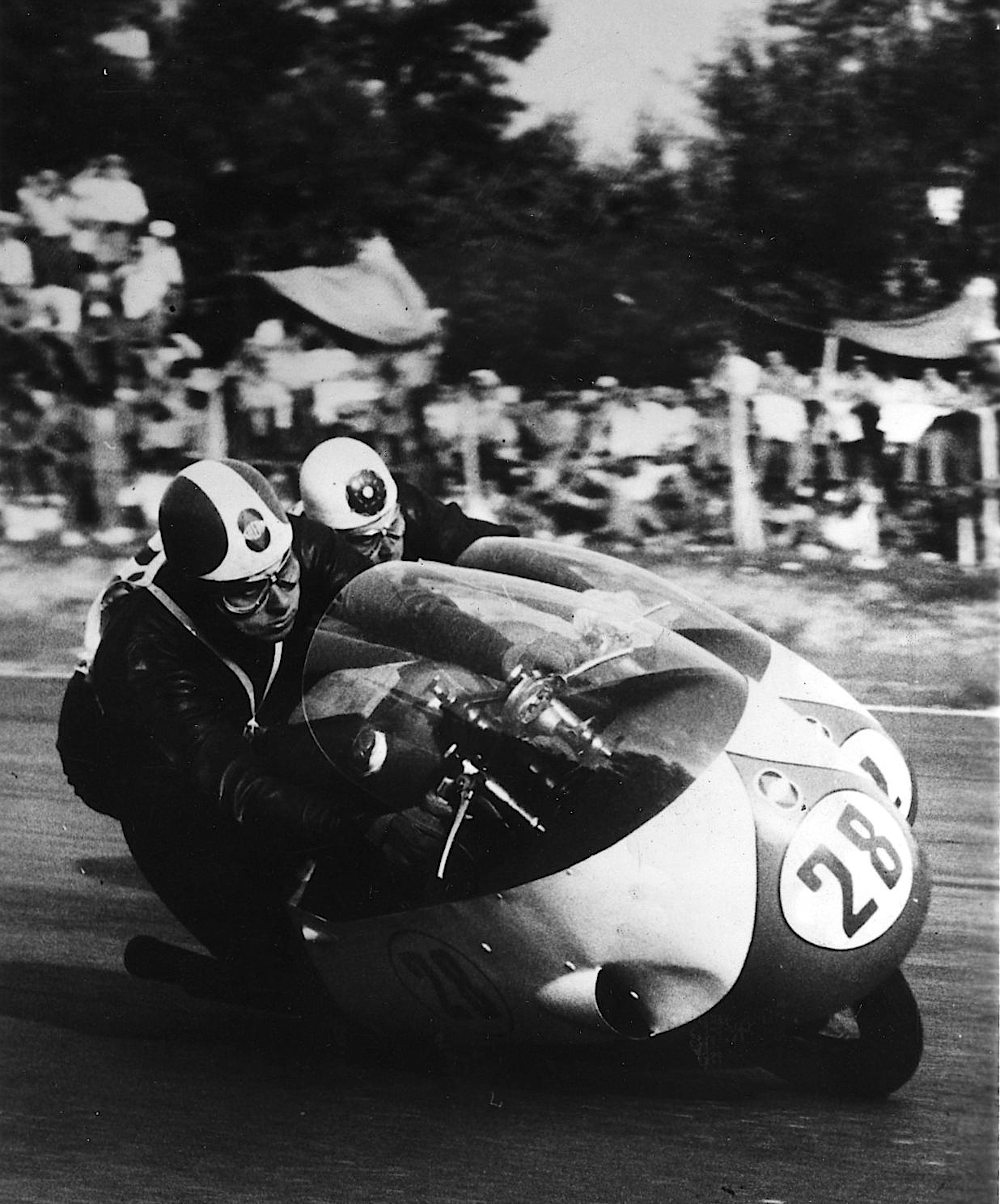
Le Gilera di Libero Liberati e Geoff Duke si danno battaglia nel Gran Premio delle Nazioni 1956 a Monza

Tra il 1950 e il 1957 vinse, con una versione perfezionata e senza compressore della 4 cilindri d'anteguerra, sei campionati Mondiali piloti nella classe 500 con Umberto Masetti, Geoff Duke e Libero Liberati, sei titoli di campione del Mondo costruttori, tre Tourist Trophy, otto campionati Italiani e una Milano-Taranto.
Dopo il ritiro dalle competizioni internazionali, concordata con le altre case motociclistiche nazionali, e dopo una fugace apparizione nel Campionato Mondiale della classe 250 nel 1992 e nel 1993 con la GFR, si ripresentò nel 2001 nella classe 125 con una propria moto (la Gilera 125 GP), poi nel 2006 partecipò alle classi 125 e 250 utilizzando moto Aprilia, facenti sempre capo al Gruppo Piaggio.
La moto per la classe 125 non fu progettata all'interno del reparto corse, ma fu l'evoluzione della Derbi da Gran Premio, arrivata all'interno del Gruppo Piaggio in seguito all'acquisizione della casa spagnola, ma comunque sia, una moto distinta sotto ogni particolare dalle moto Aprilia (difatti rimaneva identica alle vecchie Derbi), che invece verranno usate a partire dal 2006, sia per la classe 125 che 250.
Nel 2001 conquistò la vittoria nel campionato Mondiale della classe 125 con Manuel Poggiali, il sammarinese vinse tre Gran Premi (Francia, Portogallo e Valencia), e centrò undici podi, che lo portarono in testa alla classifica generale davanti a Youichi Ui, vincitore di sei prove, riportando il titolo in casa Gilera dopo 44 anni, quando fu Libero Liberati a vincere la classe 500.
Dopo sette anni, un altro successo venne conseguito nel motomondiale 2008, nella classe 250 con Marco Simoncelli. Anche in questo caso si trattava di una motocicletta marchiata Gilera il cui progetto si deve però all'Aprilia.